# James Bryant Conant
James Bryant Conant (né le 26 mars 1893 à Boston et mort le 11 février 1978 à Hanover) est un chimiste américain. Il a été un promoteur actif de l'histoire des sciences, dont il fit une discipline universitaire en tant que président de l'université Harvard.

## Biographie
James Conant est né à Dorchester dans le Massachusetts en 1893. Il obtint un diplôme de la Roxbury Latin School à West Roxbury, un quartier de Boston en 1910. Il partit ensuite étudier la chimie au Harvard College ; il obtint un Bachelor of Arts en 1914 puis un doctorat en 1917. À Harvard il étudia avec Charles Loring Jackson comme superviseur et fit la connaissance de Roger Adams, Farrington Daniels, Frank C. Whitmore et James Batcheller Sumner. Professeur à l'université Harvard, il travailla à la fois dans le domaine de la chimie physique et de la chimie organique. Il fut lauréat en 1932 de la médaille William-H.-Nichols. L'American Chemical Society lui décerna sa plus haute distinction, la médaille Priestley en 1944.
En 1933, James Conant accepta le poste de président de l'université Harvard, un poste qu'il conserva jusqu'en 1953. Entre 1941 et 1946, il fut également président du National Defense Research Committee; position dans laquelle il tint un rôle crucial, avec son ami proche Vannevar Bush, dans la mise en œuvre du projet Manhattan. Après la Seconde Guerre mondiale, il fut conseiller de la National Science Foundation et de la Commission de l'énergie atomique des États-Unis. Il fut haut commissaire de la Zone d'occupation américaine et ambassadeur des États-Unis en Allemagne de 1953 à 1957.
En tant que président d'université, Conant joua un grand rôle dans la transformation de l'université Harvard ; celle-ci jusqu'alors considérée comme une école pour la classe supérieure de la Nouvelle-Angleterre, devint une université de renommée internationale. Il introduit des tests d'aptitude dans le système d'admission des étudiants. De nombreuses autres universités suivirent l'exemple de Harvard ce qui aboutit à l'adoption du SAT. Conant augmenta également la part des enseignements scientifiques dans les premiers cycles universitaires. Conant réfléchit tout au long de sa carrière sur les problèmes de l'éducation et la politique scientifique. Pour ses actions, il reçut le Sylvanus Thayer Award de l'académie militaire de West Point.
Conant fut également un promoteur actif du domaine de l'histoire des sciences, en créant le Harvard Case Histories in Experimental Science et en incluant l'histoire des sciences dans le tronc commun universitaire.
James Conant mourut à Hanover dans le New Hampshire en 1978. Il est enterré dans le cimetière de Mount Auburn à Cambridge au Massachusetts(p495).